# Ballonemella jeanneli
Ballonemella jeanneli är en mångfotingart som först beskrevs av Ribaut 1914.  Ballonemella jeanneli ingår i släktet Ballonemella och familjen spindelfotingar.
Artens utbredningsområde är Tanzania. Inga underarter finns listade i Catalogue of Life.